# Speleochus stygicus
Speleochus stygicus är en skalbaggsart som beskrevs av Park 1951. Speleochus stygicus ingår i släktet Speleochus och familjen kortvingar. Inga underarter finns listade i Catalogue of Life.